# Inline-Speedskating-Weltmeisterschaften 1997
Die Inline-Speedskating-Weltmeisterschaften wurden im argentinischen Mar del Plata ausgetragen. Die Wettkämpfe fanden vom 1. bis 9. November 1997 statt.
Die erfolgreichsten Teilnehmer waren Julie Brandt mit vier Goldmedaillen bei den Frauen und Chad Hedrick mit sieben Goldmedaillen bei den Herren.

## Frauen
| Distanz                | Gold                                                        | Silber                                                  | Bronze                                    |
| Bahn                   | Bahn                                                        | Bahn                                                    | Bahn                                      |
| ---------------------- | ----------------------------------------------------------- | ------------------------------------------------------- | ----------------------------------------- |
| 300 m Einzelsprint     | Adelia Marra                                                | Valentina Belloni                                       | Cheryl Ezzell                             |
| 500 m Sprint           | Valentina Belloni                                           | Desley Hill                                             | Julie Brandt                              |
| 1500 m Sprint          | Julie Brandt                                                | Cheryl Ezzell                                           | Andréa Haritchelhar                       |
| 3000 m Massenstart     | Cheryl Ezzell                                               | Yi-Chin Pan                                             | Oh-Soom Kwon                              |
| 5000 m Punkte          | Rosana Sastre                                               | Sheila Herrero                                          | Caroline Jean                             |
| 10000 m Ausscheidung   | Theresa Cliff                                               | Adelia Marra                                            | Rosana Sastre                             |
| 5000 m Staffel         | Vereinigte Staaten Julie Brandt Cheryl Ezzell Theresa Cliff | Italien Nicoletta Gallessi Adelia Marra Simona Vesprini | Taiwan Ya-Wen Chen Pei-Yi Lee Shin-Yu Hou |
| Straße                 |                                                             |                                                         |                                           |
| 300 m Einzelsprint     | Valentina Belloni                                           | Adelia Marra                                            | Cheryl Ezzell                             |
| 500 m Sprint           | Valentina Belloni                                           | Julie Brandt                                            | Andrea González                           |
| 1500 m Sprint          | Julie Brandt                                                | Cheryl Ezzell                                           | Desley Hill                               |
| 3000 m Massenstart     | Theresa Cliff                                               | Simona Vesprini                                         | Erika Rueda                               |
| 5000 m Punkte          | Cheryl Ezzell                                               | Theresa Cliff                                           | Sheila Herrero                            |
| 10000 m Ausscheidung   | Theresa Cliff                                               | Cheryl Ezzell                                           | Rosana Sastre                             |
| Langstrecke            |                                                             |                                                         |                                           |
| 21097,5 m Halbmarathon | Julie Brandt                                                | Cheryl Ezzell                                           | Anne Titze                                |

## Männer
| Distanz              | Gold                                                      | Silber                                                     | Bronze                                                               |
| Bahn                 | Bahn                                                      | Bahn                                                       | Bahn                                                                 |
| -------------------- | --------------------------------------------------------- | ---------------------------------------------------------- | -------------------------------------------------------------------- |
| 300 m Einzelsprint   | Ippolito Sanfratello                                      | Chad Hedrick                                               | Keith Turner                                                         |
| 500 m Sprint         | Ippolito Sanfratello                                      | Keith Turner                                               | Alesio Gaggioli                                                      |
| 1500 m Sprint        | Chad Hedrick                                              | Jorge Botero                                               | Ippolito Sanfratello                                                 |
| 5000 m Massenstart   | Derek Downing                                             | Chad Hedrick                                               | Jorge Botero                                                         |
| 10000 m Punkte       | Chad Hedrick                                              | Derek Downing                                              | Christopher Luxton                                                   |
| 20000 m Ausscheidung | Chad Hedrick                                              | Arnaud Gicquel                                             | Massimiliano Presti                                                  |
| 10000 m Staffel      | Vereinigte Staaten Derek Downing Chad Hedrick Scott Hiatt | Italien Marco Giannini Fabio Marangoni Massimiliano Presti | Kolumbien Jorge Botero Juan-Carlos Betancur Josè Fernando Bustamanti |
| Straße               |                                                           |                                                            |                                                                      |
| 300 m Einzelsprint   | Keith Turner                                              | Ippolito Sanfratello                                       | Alesio Gaggioli                                                      |
| 500 m Sprint         | Keith Turner                                              | Derek Downing                                              | Carlos Alberto Penagos                                               |
| 1500 m Sprint        | Chad Hedrick                                              | Jorge Botero                                               | Bradley Hollinngbery                                                 |
| 5000 m Massenstart   | Derek Downing                                             | Chad Hedrick                                               | Juan-Carlos Betancur                                                 |
| 10000 m Punkte       | Chad Hedrick                                              | Massimiliano Presti                                        | Arnaud Gicquel                                                       |
| 20000 m Ausscheidung | Chad Hedrick                                              | Arnaud Gicquel                                             | Derek Downing                                                        |
| Langstrecke          |                                                           |                                                            |                                                                      |
| 42195 m Marathon     | Derek Downing                                             | Pascal Briand                                              | Chad Hedrick                                                         |

## Medaillenspiegel
| Platz | Land               | Gold | Silber | Bronze | Gesamt |
| ----- | ------------------ | ---- | ------ | ------ | ------ |
| 1.    | Vereinigte Staaten | 21   | 12     | 6      | 39     |
| 2.    | Italien            | 6    | 8      | 4      | 18     |
| 3.    | Argentinien        | 1    | 0      | 4      | 5      |
| 4.    | Frankreich         | 0    | 3      | 2      | 5      |
| 5.    | Kolumbien          | 0    | 2      | 5      | 7      |
| 6.    | Australien         | 0    | 1      | 3      | 4      |
| 7.    | Taiwan             | 0    | 1      | 1      | 2      |
| 7.    | Spanien            | 0    | 1      | 1      | 2      |
| 9.    | Deutschland        | 0    | 0      | 1      | 1      |
| 9.    | Südkorea           | 0    | 0      | 1      | 1      |